# Hackelia micrantha
Hackelia micrantha är en strävbladig växtart som först beskrevs av Eastwood, och fick sitt nu gällande namn av J.L. Gentry. Hackelia micrantha ingår i släktet Hackelia och familjen strävbladiga växter. Inga underarter finns listade i Catalogue of Life.

## Bildgalleri

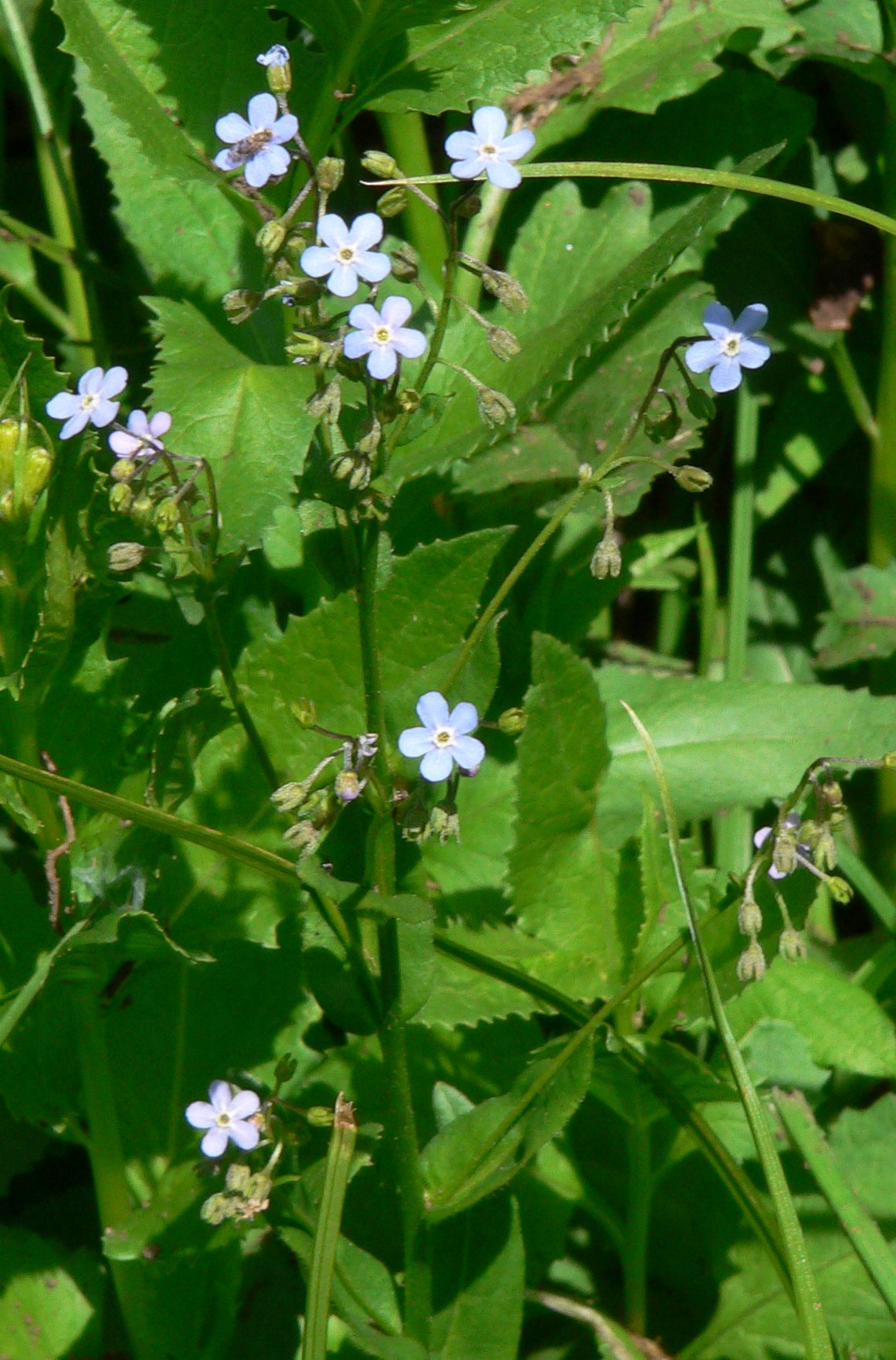